# 森巧
森 巧（もり たくみ、1963年10月5日 - ）は、日本のアマチュアレスリング選手。自衛隊員。徳島県出身。国士舘大学卒業。
1992年にバルセロナオリンピックに68kg級で出場し2回戦で敗退した。また北京アジア大会のグレコローマン68kg級では銅メダルを獲得。